# Slavonski Brod
Slavonski Brod, vaak afgekort tot Brod (Hongaars: Szlavónbród), is een stad in de streek Slavonië in Oost-Kroatië. De stad is de hoofdplaats van de provincie Brod-Posavina en telt 49.891 inwoners (2021). Sinds het uiteenvallen van Joegoslavië ligt het tegenover de Bosnische stad Bosanski Brod. Alleen de rivier de Sava scheidt deze twee steden.
Slavonski Brod is bekend vanwege haar station, een tussenstop tussen Belgrado en Zagreb. Het station speelt een rol in het boek en de film Moord in de Oriënt-expres. Via het grote treinstation zijn er goede verbindingen met de hoofdsteden Zagreb en Belgrado alsmede andere delen van het land.
De stad heeft een fraai historisch centrum, met een van de mooiste korzo's in Kroatië en met als middelpunt een nieuwe fontein die als verzamelpunt dient voor de lokale jongeren.

## Geboren
- Josip Weber (1964-2017), voetballer
- Mario Mandžukić (1986), voetballer
- Mario Vrančić (1989), voetballer
- Deni Alar (1990), voetballer
- Josip Barišić (1991), voetballer

Steden (gradovi): Slavonski Brod · Nova Gradiška

Gemeenten (općine): Bebrina · Brodski Stupnik · Bukovlje · Cernik · Davor · Donji Andrijevci · Dragalić · Garčin · Gornja Vrba · Gornji Bogićevci · Gundinci · Klakar · Nova Kapela · Okučani · Oprisavci · Oriovac · Podcrkavlje · Rešetari · Sibinj · Sikirevci · Slavonski Šamac · Stara Gradiška · Staro Petrovo Selo · Velika Kopanica · Vrbje · Vrpolje
Bjelovar · Čakovec · Dubrovnik · Gospić · Karlovac · Koprivnica · Krapina · Osijek · Pazin · Požega · Rijeka · Šibenik · Sisak · Slavonski Brod · Split · Varaždin · Virovitica · Vukovar · Zadar · Zagreb